# Oplismenopsis najada
Oplismenopsis najada är en gräsart som först beskrevs av Eduard Hackel och José Arechavaleta, och fick sitt nu gällande namn av Parodi. Oplismenopsis najada ingår i släktet Oplismenopsis och familjen gräs. Inga underarter finns listade i Catalogue of Life.